# 石橋大助
石橋 大助（いしばし だいすけ、1976年5月6日 - ）は、日本の脚本家。新潟市西区出身。明治学院大学文学部芸術学科卒業。フリーランス。
2000年から2011年まで、小山高生が率いる脚本家集団・ぶらざあのっぽに所属していた。

## 参加作品

### テレビアニメ
2002年
- 電光超特急ヒカリアン（2002年 - 2003年、脚本）

2003年
- PAPUWA（2003年 - 2004年、脚本）

2004年
- 天上天下（脚本）
- ギャラクシーエンジェルX（脚本）
- Legend of DUO（脚本）

2005年
- ラムネ（脚本）

2006年
- 牙 -KIBA-（脚本）
- すもももももも 地上最強のヨメ（2006年 - 2007年、脚本）

2007年
- メイプルストーリー（脚本）

2009年
- クレヨンしんちゃん（脚本）

2011年
- バトルスピリッツ 覇王（2011年 - 2012年、脚本）

2012年
- イナズマイレブンGO クロノ・ストーン（2012年 - 2013年、脚本）
- バトルスピリッツ ソードアイズ（脚本）

2013年
- イナズマイレブンGO ギャラクシー（2013年 - 2014年、脚本）

2014年
- ブレイドアンドソウル（脚本）

2015年
- カードファイト!! ヴァンガードG（脚本）
- あにトレ!EX（シリーズ構成・脚本）
- カードファイト!! ヴァンガードG ギアースクライシス編（2015年 - 2016年、脚本）

2016年
- アクティヴレイド -機動強襲室第八係-（脚本）
- カードファイト!! ヴァンガードG ストライドゲート編（脚本）
- あにトレ!XX 〜ひとつ屋根の下で〜（シリーズ構成・脚本）

2018年
- ベイブレードバースト 超ゼツ（2018年 - 2019年、脚本）
- 逆転裁判 〜その「真実」、異議あり!〜（脚本）

2020年
- ハクション大魔王2020（脚本）

2021年
- 新幹線変形ロボ シンカリオンZ（2021年 - 2022年、脚本・設定協力・挿入歌「未来Cool☆Express」作詞）

2023年
- 逃走中 グレートミッション（シリーズ構成協力） - 冨岡淳広と共同

2024年
- シンカリオン チェンジ ザ ワールド（2024年 - 2025年、副シリーズ構成・脚本）
- 嘆きの亡霊は引退したい（脚本）

### 特撮・テレビドラマ
- キューティーハニー THE LIVE（2008年、脚本）
- 侍戦隊シンケンジャー（2009年、脚本）
- 天装戦隊ゴセイジャー（2010年、脚本）
- 海賊戦隊ゴーカイジャー（2011年、脚本）
- 仮面ライダーウィザード（2013年、脚本）
- ガルーダの戦士ビマX（2015年、脚本）
- 第一回pixiv文芸大賞受賞作品「Q＆A」（2018年、脚本）

### Webアニメ
2011年
- かんたんペースメーカー入門 特別編（脚本）

2012年
- アパッチキャメルをかんたん解説！（脚本）

2019年
- ベイブレードバースト ガチ（2019年 - 2020年、脚本）

2020年
- ベイブレードバースト スパーキング（2020年 - 2021年、脚本）
- 柏崎産TVアニメーション「とびだせ！えちゴン」PV（脚本）

2021年
- とびだせ！柏崎 〜大きなカブワザキ編〜（脚本）

2022年
- とびだせ！信越本線 〜みんな乗んなせ、魅惑の路線〜（脚本）
- とびだせ！長岡 〜とにかく人が欲しいのよ編〜（脚本）

2023年
- とびだせ！柏崎II 〜決戦！工業都市編〜（脚本）

2024年
- とびだせ！柏崎3（全話脚本）
  - 第一話 〜逆襲の燕三条！じゃそこ試合決定で〜
  - 第二話 〜裏切りの長岡！あなたの街にもピラミッド〜
  - 第三話 〜黒幕登場！夏の柏崎で四面楚歌〜
  - 第四話 〜復活の地方都市〜
  - 第五話 〜ガタガタ言わせてもらうぞガタキング！〜

### ネットムービー
- ネット版 仮面ライダー裏キバ 魔界城の女王（2008年、脚本）
- ネット版 仮面ライダーウィザード イン マジか!?ランド（2013年、脚本）

### 舞台
- 仮面ライダーキバ ファイナルステージ（2009年、脚本）
- テレビ朝日アナウンサー公演 Voice6 ヴィーナス・エスケイプ（2009年、脚本協力）
- webラジオペースメーカー公開収録 〜熱湯!激闘!倶羅兎弩!頂上決戦!〜（2012年、朗読シナリオ脚本）
- 仮面ライダーウィザード ファイナルステージ（2013年、脚本）
- ONE PIECE ドラマティックステージ THE METAL 〜追憶のマリンフォード〜（2018年、脚本） - 冨岡淳広と共同

### オリジナルビデオ
- 仮面ライダーキバ アドベンチャーバトルDVD 〜キミもキバになろう〜（2008年、脚本）
- てれびくん超バトルDVD 仮面ライダーウィザード ダンスリングでショータイム!!（2013年、脚本）
- がんばれ！ヤクルトマン GO！ GO！ おなか大冒険（2017年、脚本）

### オーディオドラマ
- アンジェリーク 〜LOVE CALL〜（2002年、ドラマパート脚本）
- 日めくりCD 「ギャラクシーエンジェル」 シリーズ（2002年 - 2003年、ドラマパート脚本）
- せんせいのお時間 シリーズ（2003年、脚本）
- PAPUWA ようこそパプワ島へ！（2004年、ドラマパート脚本・収録曲「WE LOVE PAPUWA-ISLAND」作詞）
- 侍戦隊シンケンジャー 秘伝音盤 シリーズ（2009年 - 2010年、ドラマパート脚本）
- ペースメーカードラマCD〜わくわく学園ライフ☆かよとゆかいな仲間達〜（2014年、脚本）
- 放課後カタストロフィ 第1巻・第2巻購入特典オリジナルオーディオドラマ（2015年、脚本）
- キリングバイツ 第4巻購入特典オリジナルオーディオドラマ（2015年、脚本）
- 18if BD-BOX特典オーディオドラマ（2018年、脚本）

### ゲーム
- Sister Princess 2（2003年、脚本）
- Sister Princess 2 プレミアムファンディスク（2003年、脚本）
- アンジェリーク エトワール（2003年、脚本）
- 神魂（かみたま）（2011年、脚本）
- あにトレ!EX 〜いっしょにやろうよ！〜（2016年、脚本）
- The Pegasus Dream Tour（2021年、脚本）

### 小説
- 小説 新幹線変形ロボ シンカリオンZ ヤマノテ・クライシス（2022年）